# Francisco Castaño
Francisco Castaño Clavero (Salamanca, 15 de agosto de 1951) es un poeta, traductor y profesor español. 

## Trayectoria
Francisco Castaño pasó su infancia en Ledesma y la adolescencia en Salamanca, por cuya universidad se licenció en Filología Francesa. 
Fue profesor de francés en distintos institutos de Enseñanza Secundaria de Sevilla, Burgos y Madrid hasta su jubilación. Además de trabajar sobre temas de poesía francesa de los siglos XIX y XX, ha traducido Cartas de la monja portuguesa de Mariana Alcoforado (1988), así como Cristóbal Colón, el visitante del Alba y luego Alabados sean nuestros señores, ambos escritos por Régis Debray.
Más adelante ha seguido traduciendo, del francés a Mallarmé, Louise Labé y dos piezas de Molière (El avaro; El enfermo imaginario). Aunque también ha traducido del italiano, a Eugenio Montale; o del latín, a Catulo y a Horacio.
Pero, sobre todo, destaca Castaño por su ya abundante obra poética, que es la que define en realidad su trayectoria como literato. 
Se inició con la aparición de Breve esplendor de mal distinta lumbre (1985); libro al que siguieron El decorado y la naturaleza (1987); Fragmentos de un discurso enamorado (1990); Siete maneras de mirar a un mirlo (1990); El vuelo de los últimos vencejos (1991); y El libro de las maldades (1992). Destacaron El fauno en cuarentena (1993), que fue premio Jaén de Poesía (donde recoge también poemas fáunicos de los años setenta); así como su excelente Dentro del corazón de la memoria (1997), que es un homenaje al poeta Aníbal Núñez. 
Ya en el siglo XXI ha publicado los siguientes poemarios: Primer adiós del fauno (2002); Corazón alfabético (2003); Limericks, animales y canciones (2004); El hallazgo y la espera (2005); Avisos y cautelas (2008).

### Obra en revistas
Ha publicado poemas y artículos en Cuadernos Hispanoamericanos (n.º 343-345 y 741); Zurgai (n.º 6-7); La Ortiga; Revista de Occidente (n.º 79 y 110-111); Ínsula (n.º 505 y 517) o Mirlo (n.º 18 y 20).

### Ensayo
En 1989 publicó Retrato de Gonzalo Torrente Ballester.

## Obra poética
- Breve esplendor de mal distinta lumbre, Madrid, Hiperión, 1985 ISBN 978-84-7517-154-8
- El decorado y la naturaleza, Hiperión, 1987 ISBN 978-84-7517-215-6
- Fragmentos de un discurso enamorado, Hiperión, 1990 ISBN 978-84-7517-291-0
- Siete maneras de mirar a un mirlo, Hiperión, 1990 ISBN 978-84-7517-311-5
- El vuelo de los últimos vencejos, Hiperión, 1991 ISBN 978-84-7517-358-0
- El libro de las maldades, Hiperión, 1992 ISBN 978-84-7517-354-2
- El fauno en cuarentena, Hiperión, 1993 ISBN 978-84-7517-398-6.
- Dentro del corazón de la memoria, Hiperión, 1997 ISBN 978-84-7517-507-2
- Corazón alfabético, Hiperión, 2003 ISBN 978-84-7517-766-3
- Limericks, animales y canciones, Hiperión, 2004 ISBN 978-84-7517-811-0
- El hallazgo y la espera, Hiperión, 2005 ISBN 978-84-7517-855-4
- Avisos y cautelas, Hiperión, 2008 ISBN 978-84-7517-918-6
- Primer adiós del fauno, Hiperión, 2010 ISBN 978-84-7517-978-0, or. publicado por el Ayuntamiento de Montilla, 2002.

## Otras obras
- Traducción de: Alcoforado, Mariana (1640-1723), Cartas de la monja portuguesa, Hiperión, 2009 ISBN 978-84-7517-653-6
- Traducción de: Mallarmé, Stéphane (1842-1898), Poesías seguidas de una tirada de dados, Hiperión, 2008 ISBN 978-84-7517-755-7
- Traducción de: Debray, Régis, Cristóbal Colón, el visitante del alba: consideraciones desconsideradas sobre el Quinto Centenario, Hiperión, 1992, ISBN 978-84-7517-349-8
- Traducción de: Debray, Régis, Alabados sean nuestros señores, Plaza & Janés, 1999, ISBN 978-84-01-01282-2
- Traducción de: Molière, El avaro; El enfermo imaginario, Alianza, 2013.
- Retrato de Gonzalo Torrente Ballester, Galaxia Gutenberg, 1996, ensayo, ISBN 978-84-8109-052-9